# UTC+5:30
UTC+5:30 je vremenska zona.

## Kao standardno vreme (cele godine)
- Indija
- Šri Lanka